# Erick Wainaina
Erick Wainaina (ur. 19 grudnia 1973 w Nyahururu) – kenijski lekkoatleta długodystansowiec, dwukrotny medalista olimpijski.
Specjalizował się w biegu maratońskim. Wystąpił w nim na mistrzostwach świata w 1995 w Göteborgu, gdzie zajął 18. miejsce.
Zdobył brązowy medal w biegu maratońskim na igrzyskach olimpijskich w 1996 w Atlancie. Cztery lata później na igrzyskach olimpijskich w 2000 w Sydney wywalczył w tej konkurencji srebrny medal, przegrywając jedynie z Gezahegne Aberą z Etiopii. Zajął 4. miejsce w maratonie na igrzyskach Wspólnoty Narodów w 2002 w Manchesterze. Na igrzyskach olimpijskich w 2004 w Atenach zajął na tym dystansie 7. miejsce.
Zwyciężył w wielu znanych biegach maratońskich: w Tokio w 1995 i 2002, w Sapporo w 1994, 1997 i 2003, w Nagano w 2000 i 2003.
Rekordy życiowe Wainainy:
| Konkurencja            | Data i miejsce           | Wynik   |
| ---------------------- | ------------------------ | ------- |
| półmaraton             | 2 lipca 2000, Sapporo    | 1:02:36 |
| maraton                | 10 lutego 2002, Tokio    | 2:08:43 |
| bieg na 100 kilometrów | 26 czerwca 2011, Yūbetsu | 6:38:40 |